# Ушакова, Ирина Васильевна
Ирина Васильевна Ушакова (бел. Ірына Васілеўна Ушакова; род. 29 сентября 1954 года, Гомель, Белорусская ССР, СССР) — советская фехтовальщица на рапирах. Серебряный призёр Олимпийских игр 1980 в командной рапире. Чемпионка мира (1979, 1981) и бронзовый призёр (1985) в командной рапире. Мастер спорта СССР международного класса по фехтованию.
Сейчас является старшим преподавателем кафедры фехтования в Белорусском государственном университете физической культуры, а также работает с оздоровительными группами. 

«С юности на первом месте всегда спорт, всегда работа. Вот и сегодня мои спортсмены идут на результат: мой ученик Эдуард Ланге стал чемпионом Европы по фехтованию среди ветеранов», — рассказывает Ирина Ушакова.